# Trang Chính
- Tạo bài
- Sửa bài
- Tải hình
- Quy tắc
- Đặt câu hỏi

- Tra cứu
- Bài mới
- Hỏi đáp
- Thỉnh cầu
- Thư viện

- FAQ
- Giúp đỡ
- Hướng dẫn
- Chỗ thử
- Guestbook

## Bài viết chọn lọc
Giao tiếp thường được định nghĩa là sự truyền tải thông tin. Hiện chưa có thống nhất về định nghĩa chính xác của thuật ngữ, đồng thời có nhiều tranh cãi về việc giao tiếp có bao hàm cả truyền tải vô ý thức hoặc thất bại hay không, cũng như việc giao tiếp có vừa truyền tải và vừa tạo ra ngữ nghĩa hay không. Mô hình truyền thông là mô tả ngắn gọn về các thành phần chính của giao tiếp và sự tương tác giữa chúng. Ý tưởng có trong nhiều mô hình truyền thông là người gửi sử dụng một hệ thống mã hiệu để diễn đạt thông tin dưới hình thức thông điệp. Thông điệp sau đó được chuyển qua một kênh đến người nhận và người này phải hiểu được thông điệp bằng cách giải mã. Lĩnh vực tra vấn chính tìm hiểu về giao tiếp được gọi là nghiên cứu truyền thông. [ Đọc tiếp ]
Mới chọn: "Not Afraid" · Ovalipes catharus · Lê Thị Lựu

## Bài viết tốt
Kinō Nani Tabeta? là một loạt manga Nhật Bản thuộc thể loại đời thường và nấu ăn do Yoshinaga Fumi sáng tác và minh họa. Nội dung tập trung kể về mối quan hệ giữa Kakei Shiro và Yabuki Kenji, một cặp đồng tính nam ở độ tuổi trung niên sinh sống tại Tokyo, Nhật Bản. Morning phụ trách phát hành Kinō Nani Tabeta? theo nhiều kỳ từ tháng 2 năm 2007. Vào năm 2019, công ty giải trí Shochiku chuyển thể manga thành phim truyện truyền hình người đóng và phát sóng trên đài TV Tokyo. Một bộ phim dài nối tiếp diễn biến phim truyện truyền hình được phát hành vào tháng 11 năm 2021. Cả manga lẫn phim người đóng của Kinō Nani Tabeta? nhận về những đón nhận tích cực. Manga từng thắng 1 giải Manga Kodansha, còn phim truyền hình thì giành được 1 giải Galaxy và nhiều giải thưởng Viện Hàn lâm Phim truyền hình. [ Đọc tiếp ]
Mới chọn: Rubidi · Đường hầm tới mùa hạ, lối thoát của biệt ly · HMS Phoenix

## Danh sách chọn lọc
Trong phần lãnh thổ của Croatia trên biển Adriatic có 718 đảo, 389 đảo nhỏ và 78 ám tiêu, khiến quần đảo của Croatia là quần đảo lớn nhất ở biển Adriatic và lớn thứ hai ở Địa Trung Hải sau quần đảo của Hy Lạp. Trong 718 hòn đảo, khoảng 47 đảo là có người sống theo nghĩa có ít nhất một người cư trú trên đó. Một số nguồn nói Croatia có 67 đảo có người, là những đảo có khu định cư, nhưng 20 trong số này đã mất toàn bộ dân số vĩnh viễn do suy giảm dân số xảy ra ở các đảo Croatia vì hoạt động kinh tế không đáp ứng được đời sống dân cư. Các đảo Croatia đã có dân cư từ thời Hy Lạp cổ đại. [ Đọc tiếp ]
Mới chọn: Giải Grammy cho hợp tác giọng pop xuất sắc nhất · Danh sách chuyến thăm quốc tế của Nguyễn Phú Trọng · Danh sách sản phẩm của Mercedes-EQ

## Bạn có biết
- …La Masia là học viện bóng đá trẻ đầu tiên và duy nhất cho đến hiện nay đào tạo ra ba cầu thủ nằm trong ba vị trí đầu tiên cho giải thưởng Quả bóng vàng FIFA trong cùng một năm?
- …ca khúc "Em ơi Hà Nội phố" của nhạc sĩ Phú Quang từng bị đánh giá là "viết gì mà như sắp mất Hà Nội"?
- …một số cá thể của loài thực vật đệm Azorella compacta có tuổi thọ được ghi nhận lên đến 3000 năm?
- …một người đàn ông được xem là đã "phá đảo" Bejeweled 2 của PopCap Games sau khi dành ra 3 năm liên tục để ghi 2.147.483.647 điểm trò chơi này?
- …được nhà nước Việt Nam trao danh hiệu Nghệ sĩ ưu tú lúc sinh thời nhưng cho đến khi mất, Quý Bình vẫn chưa thể nhận bằng chứng nhận danh hiệu này?

Từ những bài viết mới của Wikipedia

## Ngày này năm xưa
25 tháng 3: Ngày Độc lập tại Hy Lạp (1821); ngày Đấu tranh vì Nhân quyền tại Slovakia (1988).
- 410 – Tướng Lưu Dụ của Đông Tấn chiếm được đô thành Quảng Cố của nước Nam Yên, bắt giữ Hoàng đế Mộ Dung Siêu, Nam Yên diệt vong.

- 919 – Romanos Lekapenos chiếm giữ Cung điện Boukoleon tại Constantinopolis và trở thành nhiếp chính của Hoàng đế Byzantine Konstantinos VII.
- 1655 – Nhà khoa học người Hà Lan Christiaan Huygens phát hiện Titan (hình), vệ tinh lớn nhất của sao Thổ.
- 1957 – Pháp, Tây Đức, Ý, Bỉ, Hà Lan và Luxembourg ký kết hai hiệp ước tại Roma của Ý, thiết lập Cộng đồng Kinh tế châu Âu và Cộng đồng Năng lượng nguyên tử châu Âu.
- 1975 – Quốc vương Faisal của Ả Rập Xê Út bị cháu con em trai là Faisal bin Musaid bắn tử vong, Thái tử Khalid kế vị.

## Các lĩnh vực
- Địa chất học
- Địa lý học
- Hóa học
- Khoa học máy tính
- Logic
- Sinh học
- Thiên văn học
- Toán học
- Vật lý học
- Y học

- Chính trị học
- Giáo dục
- Kinh tế học
- Lịch sử
- Luật pháp
- Ngôn ngữ học
- Nhân chủng học
- Tâm lý học
- Thần học
- Triết học
- Xã hội học

- Công nghiệp
- Cơ học
- Điện tử học
- Giao thông
- Kiến trúc
- Năng lượng
- Người máy
- Nông nghiệp
- Quân sự
- Y tế

- Âm nhạc
- Chính trị
- Du lịch
- Điện ảnh
- Giải trí
- Vũ đạo
- Nghệ thuật
- Phong tục tập quán
- Thần thoại
- Thể thao
- Thời trang
- Tôn giáo
- Văn học

## Cải thiện nội dung
Wikipedia là dự án bách khoa toàn thư mở, đa ngôn ngữ mà mọi người đều có thể tham gia đóng góp. Mục tiêu của Wikipedia là xây dựng một bách khoa toàn thư hoàn chỉnh, chính xác và trung lập.
Sự phát triển của Wikipedia tiếng Việt phụ thuộc vào sự tham gia của bạn. Dù là tạo một bài mới, thêm nội dung, sửa lỗi chính tả hay bổ sung hình ảnh minh họa, thì bạn cũng đã góp phần xây dựng để Wikipedia tiếng Việt ngày một phát triển.

## Đây là Wikipedia phiên bản tiếng Việt. Hiện nay, Wikipedia còn có nhiều phiên bản ngôn ngữ khác, dưới đây là các phiên bản ngôn ngữ lớn nhất.
- Anh (English)
- Ả Rập (العربية‬)
- Ba Lan (Polski)
- Bồ Đào Nha (Português)
- Đức (Deutsch)
- Hà Lan (Nederlands)
- Nga (Русский)
- Nhật (日本語)
- Pháp (Français)
- Tây Ban Nha (Español)
- Thụy Điển (Svenska)
- Trung (中文)
- Ukraina (Українська)
- Việt
- Ý (Italiano)

- Ba Tư (فارسی)
- Basque (Euskara)
- Bulgaria (Български)
- Catalunya (Català)
- Đan Mạch (Dansk)
- Hàn (한국어)
- Hebrew (עברית)
- Hungary (Magyar)
- Indonesia (Bahasa Indonesia)
- Malaysia (Bahasa Melayu)
- Mân Nam (Bân-lâm-gú)
- Na Uy (Bokmål)
- Phần Lan (Suomi)
- Quốc tế ngữ (Esperanto)
- România (Română)
- Séc (Česky)
- Serbia (Српски)
- Serbia-Croatia (Srpskohrvatski)
- Thổ Nhĩ Kỳ (Türkçe)

- Anh đơn giản (Simple English)
- Albania (Shqip)
- Asturias (Asturianu)
- Bosnia (Bosanski)
- Croatia (Hrvatski)
- Estonia (Eesti)
- Galicia (Galego)
- Hy Lạp (Ελληνικά)
- Latvia (Latviešu)
- Litva (Lietuvių)
- Macedonia (Македонски)
- Malayalam (മലയാളം)
- Na Uy (Nynorsk)
- Slovak (Slovenčina)
- Slovenia (Slovenščina)
- Thái (ไทย)

## Wikipedia trực thuộcWikimedia Foundation, một tổ chức phi lợi nhuận cũng đồng thời điều hành nhiềudự ánkhác. Các dự án này hoặc là đa ngôn ngữ hoặc đã có phiên bản tiếng Việt.
- Wikibooks Tủ sách giáo khoa mở
- Wikinews Nguồn tin tức mở
- Wikiquote Bộ sưu tập danh ngôn
- Wikisource Văn thư lưu trữ mở
- Wiktionary Từ điển mở
- Wikivoyage Cẩm nang du lịch mở
- Commons Kho tư liệu chung
- Wikispecies Danh mục các loài
- Wikiversity Học liệu mở
- Wikidata Cơ sở kiến thức chung
- MediaWiki Phần mềm wiki
- Meta-Wiki Cộng đồng Wikimedia